# Daniel Handler
Daniel Handler, född 28 februari 1970 i San Francisco, Kalifornien, är en amerikansk författare. Under pseudonymen Lemony Snicket skriver han barnboksserien Syskonen Baudelaires olycksaliga liv. De första tre böckerna blev till film 2004 med bland annat Jim Carrey i rollen som den ondskefulle Greve Olaf. Samtliga 13 böcker om Syskonen Baudelaires olycksaliga liv blev även en Serie gjord av Netflix, se Syskonen Baudelaires olycksaliga liv (TV serie).